# Cratere Jalgurik
Jalgurik  è un cratere sulla superficie di Venere.